# カナデン
株式会社カナデンは、三菱電機系のエレクトロニクスの大手専門商社である。重電・電子機器から半導体、情報通信、FA・OA機器、空調機器の卸しなどを展開している。

## 沿革
- 1907年5月 - 神奈川電気合資会社を設立。
- 1912年12月 - 神奈川電気株式会社に改組。
- 1963年5月 - 東京証券取引所市場第二部に上場。
- 1989年9月 - 東京証券取引所市場第一部銘柄に指定。
- 1990年10月 - 株式会社カナデンに商号変更。
- 1990年12月 - 子会社・株式会社カナテックを設立。
- 1992年2月 - 子会社・テクノクリエイト株式会社を設立。
- 1992年4月 - 大阪証券取引所市場第一部に上場。
- 1994年10月 - 子会社・株式会社カナデンテレシスを設立。
- 1995年4月 - 子会社・株式会社カナデンテレコムエンジニアリングを設立。
- 1998年12月 - 株式会社エルピージーブレインを子会社化。
- 2001年4月 - 子会社・株式会社カナデンテクノエンジニアリングを設立。
- 2001年10月 - ISO14001認証取得。
- 2002年6月 - 中国・上海に現地法人有限公司を設立。
- 2004年10月 - ISO - 9001認証取得。
- 2005年6月 - 佐田憲彦が社長就任。
- 2006年4月 - カナテックをエルピージーブレインに吸収合併し、株式会社カナデンブレインを設立。
- 2009年12月 - 大阪証券取引所廃止に伴い上場廃止。東京証券取引所では上場継続。
- 2013年6月 - タイに現地法人合弁会社を設立。宮森学が社長就任。
- 2016年6月 - 本橋伸幸が社長就任。

## 事業所

### 本社
- 東京都中央区晴海1-8-12　トリトンスクエアZ棟

### 支社・支店・営業所
- 支社
  - 関西支社
- 支店
  - 中部、九州、東北、神奈川、北関東
- 営業所
  - 千葉、さいたま、湘南台、山梨、長野、滋賀、福岡、大分、静岡、岐阜、三重

## 関連企業
- 国内
  - 株式会社カナデンテレシス
  - 株式会社カナデンブレイン
  - 株式会社カナデンテクノエンジニアリング
  - 株式会社カナデンテレコムエンジニアリング
  - テクノクリエイト株式会社
  - カナデン冷熱プラント株式会社
  - カナデンサプライ株式会社
  - 菱神電子エンジニアリング株式会社
  - 株式会社東北カナデンテレコムエンジニアリング
- 海外
  - 科拿電（香港）有限公司
  - KANADEN - CORPORATION - SINGAPORE - PTE. - LTD.
  - 科拿電国際貿易（上海）有限公司
  - KANADEN（THAILAND）CO., - LTD.